# Araiophos eastropas
Araiophos eastropas is een  straalvinnige vissensoort uit de familie van diepzeebijlvissen (Sternoptychidae). De wetenschappelijke naam van de soort is voor het eerst geldig gepubliceerd in 1969 door Ahlstrom & Moser.
De soort staat op de Rode Lijst van de IUCN als Onzeker, beoordelingsjaar 2009.